# Träskgölen
Träskgölen är en sjö i Oskarshamns kommun i Småland och ingår i Marströmmen-Viråns kustområde. Sjön har en area på 0,0562 kvadratkilometer och ligger 2,1 meter över havet.

## Delavrinningsområde
Träskgölen ingår i det delavrinningsområde (637955-154534) som SMHI kallar för Rinner mot Gåsfjärden. Medelhöjden är 19 meter över havet och ytan är 36,08 kvadratkilometer. Det finns inga avrinningsområden uppströms utan avrinningsområdet är högsta punkten. Avrinningsområdets utflöde mynnar i havet, utan att ha någon enskild mynningsplats. Avrinningsområdet består mestadels av skog (84 %). Avrinningsområdet har 0,67 kvadratkilometer vattenytor vilket ger det en sjöprocent på 1,9 %. Bebyggelsen i området täcker en yta av 0,9 kvadratkilometer eller 3 % av avrinningsområdet.